# Episodi di Romulus (prima stagione)
La prima stagione della serie televisiva Romulus, composta da dieci episodi, è stata trasmessa in prima visione sul canale satellitare italiano Sky Atlantic dal 6 novembre al 4 dicembre 2020. Gli episodi sono inoltre stati trasmessi in simulcast sul canale Sky Cinema Uno.
| nº | Titolo    | Prima TV         |
| -- | --------- | ---------------- |
| 1  | Tu        | 6 novembre 2020  |
| 2  | Regere    | 6 novembre 2020  |
| 3  | Imperio   | 13 novembre 2020 |
| 4  | Populos   | 13 novembre 2020 |
| 5  | Romane    | 20 novembre 2020 |
| 6  | Memento   | 20 novembre 2020 |
| 7  | Parcere   | 27 novembre 2020 |
| 8  | Subiectis | 27 novembre 2020 |
| 9  | Debellare | 4 dicembre 2020  |
| 10 | Superbos  | 4 dicembre 2020  |

## Tu
- Diretto da: Matteo Rovere
- Scritto da: Filippo Gravino, Guido Iuculano, Matteo Rovere

### Trama
Quando la siccità colpisce le 30 tribù, gli dei impongono al re Numitor di Alba di abbandonare la sua terra con la figlia Silvia. Enitos e Yemos, i due figli di lei, sono i principi ereditari, ma il potere va a Amulius, lo zio. Le vestali predicono che uno dei due fratelli ucciderà l'altro e Ilia, una vestale amante di Enitos, gli consiglia di sottrarsi al proprio destino, ma è Amulius stesso che tenta di ucciderli in un'imboscata. Solo Yemos si salva, tuffandosi nel fiume. Nel frattempo, i giovani di Velia vengono mandati nel bosco per i Lupercalia e il più forte di loro, Cnaeus, prende il comando.
- Altri interpreti: Silvia Calderoni (Lupa), Antonio Bannò (Taurus), Daniele Felici (Appius), Pio Piscicelli (Aburius), Claudio Belisario (Picus), Tony Scarfi (Hostus), Francesco Santagada (Maccus), Marco Cicalese (Pacuvius), Andrea Lintozzi (Vibius), Andrea Atzei (Lucius), Elena Bucci (Maxima), Francesca Colucci (Quinta), Lavinia Novelli (Antias), Davide Cincis (Capys), Vincenzo Del Prete (Mezentius), Ermanno De Biagi (Sicanus), Carla Cassola (Aruspice di Alba), Simone Faucci (soldato scorta di Numitor 1), Francesco Massini (soldato scorta di Numitor 2), Federico Diust (Keselos), Simon Rizzoni (Quintos), Alessandro Cremona (Servios), Morris Masci (Tullios).

## Regere
- Diretto da: Matteo Rovere
- Scritto da: Filippo Gravino, Guido Iuculano, Matteo Rovere

### Trama
Amulius prende il potere incolpando Yemos della morte di Enitos. I 30 re lo eleggono nuovo sovrano di Alba, ma re Ertas non crede alla sua storia. Ilia, la vestale figlia di Amulius, decide di vendicarsi della dea cui faceva da vestale per aver ucciso il suo amato e spegne il fuoco sacro. Yemos viene trovato dai luperci e fatto schiavo da Tauros, ma presto tutti si accorgono del suo valore. Amulius, costretto a condannare a morte la figlia Ilia, la fa seppellire viva in un tumulo. Yemos fa amicizia con un ladro di nome Wiros, nel frattempo, il figlio di Ertas informa il re e la regina esiliati quanto accaduto ai loro figli. Ilia, ancora sepolta sotto terra, ha una visione della dea infuocata e le chiede la forza di uccidere Yemos per vendicare il suo amato.
- Altri interpreti: Antonio Bannò (Taurus), Daniele Felici (Appius), Pio Piscicelli (Aburius), Tony Scarfi (Hostus), Francesco Santagada (Maccus), Marco Cicalese (Pacuvius), Andrea Lintozzi (Vibius), Andrea Atzei (Lucius), Elena Bucci (Maxima), Francesca Colucci (Quinta), Lavinia Novelli (Antias), Davide Cincis (Capys), Vincenzo Del Prete (Mezentius), Ermanno De Biagi (Sicanus), Carla Cassola (Aruspice di Alba), Simone Faucci, Francesco Massini (soldato scorta di Numitor 2), Federico Diust (Keselos), Simon Rizzoni (Quintos), Alessandro Cremona (Servios), Morris Masci (Tullios).

## Imperio
- Diretto da: Michele Alhaique
- Scritto da: Filippo Gravino, Guido Iuculano, Matteo Rovere (soggetto); Filippo Gravino, Guido Iuculano (sceneggiatura)

### Trama
Ilia, grazie all'aiuto di Marte, riesce a uscire dal tumulo e viene prescelta dal Dio della Guerra, perché vuole vendicarsi della morte di Enitos. Gala e Amulius, ancorché felici di riabbracciare Ilia, sono spaesati perché non capiscono cosa hanno in mente gli dei per l'amata figlia. Nonostante il parere contrario dei genitori, Ilia si reca in una grotta da un sacerdote per l'iniziazione al combattimento.
Nel frattempo Wiros uccide Hostus durante un'esplorazione del bosco, dopo che quest’ultimo ha scoperto il furto del braccialetto. Poco prima i due avevano trovato uno scheletro di un animale gigante spuntare dal terreno. Tornato al campo Wiros racconta che è stata Rumia, la signora dei boschi, a uccidere il compagno, strappandogli il cuore. Taurus non gli crede e, insieme a tre suoi fedelissimi, decide di partire per trovare il corpo. Wiros riesce a convincere Taurus a portare anche Yemos, l'unico che forse può aiutarlo. Riescono a trovare metà corpo di Hostus appeso a un albero, il che potrebbe far credere alla storia raccontata da Wiros. Taurus e gli altri, vedendo sulla schiena di Wiros un simbolo che potrebbe essere dei seguaci di Rumia, decidono di lapidarlo. Sopravvive solo grazie all'aiuto di Yemos, che, dopo aver steso gli altri Luperci, lo convince a recarsi a Gabi, dove potranno stare al sicuro.
- Altri interpreti: Pietro Micci (Attus), Antonio Bannò (Taurus), Daniele Felici (Appius), Pio Piscicelli (Aburius), Tony Scarfi (Hostus), Francesco Santagada (Maccus), Marco Cicalese (Pacuvius), Andrea Lintozzi (Vibius), Andrea Atzei (Lucius), Federico Diust (Keselos), Simon Rizzoni (Quintos), Alessandro Cremona (Servios), Gjergji Lala (Aruspice).

## Populos
- Diretto da: Michele Alhaique
- Scritto da: Filippo Gravino, Guido Iuculano, Matteo Rovere (soggetto); Filippo Gravino, Guido Iuculano (sceneggiatura)

### Trama
Nella caverna di Marte, per mano del sacerdote Attus, si compie l'addestramento di Ilia. La figlia del re Amulius, dopo varie torture, riti iniziatici e prove di resistenza, è ormai una guerriera guidata dagli dei ed è pronta alla sua missione di “giustizia”.
Silvia chiede a Ertas, re di Gabi, di stare dalla loro parte, dalla parte di Numitor e del suo unico figlio sopravvissuto, legittimo re di Alba. Se invece dovessero decidere di appoggiare Amulius, giunto al trono con l'inganno, lei sarebbe pronta a togliersi la vita.
Nel frattempo il nuovo Re di Alba viene informato che Numitor e Silvia sono ospiti di re Ertas a Gabi.
Wiros e Yemos, in fuga dal bosco verso Gabi, incontrano strane presenze mascherate. Fingendo di essere fratelli, trovano un passaggio da alcuni loschi mercanti, che ben presto scoprono la vera identità di Yemos.
- Altri interpreti: Silvia Calderoni (Lupa), Pietro Micci (Attus), Daniele Felici (Appius), Piergiuseppe di Tanno (Herenneis), Anna Chiara Colombo (Tarinkri), Fulvio Pepe (Hirtius), Sergio Albelli (Rufus), Giuseppe Boy (Cordius), Federico Diust (Keselos), Simon Rizzoni (Quintos), Alessandro Cremona (Servios), Nicola Rignanese (mercante anziano), Leonardo Maddalena (mercante giovane).

## Romane
- Diretto da: Enrico Maria Artale
- Scritto da: Filippo Gravino, Guido Iuculano, Matteo Rovere (soggetto); Filippo Gravino, Guido Iuculano (sceneggiatura)

### Trama
Wiros e Yemos vengono catturati dal popolo dei lupi di Rumia e portati nelle loro caverne. Discendenti degli Osci ed emigrati nelle Terre dei Trenta Re, furono respinti ed emarginati dalle popolazioni latine. Non vengono uccisi perché Wiros ha sul corpo un simbolo che potrebbe riferirsi alla loro stirpe.
Intanto Amulius fa visita alla grotta di Attus per vedere la figlia e per capire quanto ci vorrà perché torni a casa. Il Re si sta preparando a portare i suoi soldati a Gabi per scovare Numitor e Ilia, accecata dal desiderio di vendetta e giunta ormai (quasi) al termine dell'addestramento, vuole esserci.
A Gabi nel frattempo Ertas e il consiglio, avvisati dell'imminente arrivo delle truppe di Amulius, si riuniscono e decidono di nascondere Numitor e Silvia lontano venti miglia da Gabi, nella terra di un vasaio greco.
Amulius, raggirando Ertas con l'inganno, riesce a smascherare il vecchio amico, che viene decapitato, nella sorpresa generale, da una furiosa Ilia.
Nel bosco i luperci rimasti decidono di non avere bisogno di un re ed esiliano Cnaeus, insieme al fedele Maccus. Ritrovatisi alle caverne, Cnaeus viene catturato dai lupi e ucciso davanti a Wiros, che riesce a vendicarsi della schiavitù subita nei giorni passati. Wiros e Yemos si sentono sempre più appartenenti al gruppo, entrano nel loro modo di vivere, nei loro riti, spirituali e carnali. E capiscono che è l'unico posto dove entrambi, per motivi diversi, possono ripartire da zero. Rumia mostra a Yemos e Wiros un disegno rupestre all'interno della caverna e scoprono essere la città che ella vuole costruire, ovvero Roma.
- Altri interpreti: Demetra Avincola (Deftri), Pietro Micci (Attus), Pio Piscicelli (Aburius), Francesco Santagada (Maccus), Andrea Atzei (Lucius), Piergiuseppe di Tanno (Herenneis), Giuseppe Schillaci (Plator), Anna Chiara Colombo (Tarinkri), Valerio Malorni (Adieis), Dacia D'Acunto (Futri), Fiammetta Lari (Kaila), Fulvio Pepe (Hirtius), Sergio Albelli (Rufus), Giuseppe Boy (Cordius), Simon Rizzoni (Quintos), Alessandro Cremona (Servios), Angelica Aureli (Oracolo), Orlando Cinque (Cantovios), Francesco Marchioro (Luvkis).

## Memento
- Diretto da: Enrico Maria Artale
- Scritto da: Filippo Gravino, Guido Iuculano, Matteo Rovere (soggetto); Filippo Gravino, Guido Iuculano (sceneggiatura)

### Trama
Lausus, Numitor e Silvia giungono nella terra di Eulinos il vasaio, chiedendo un nascondiglio.
Intanto Amulius, tormentato da strani incubi e temendo che la verità venga a galla, decide di uccidere i suoi tre uomini più fidati. Giunta la notizia della malattia di Gala, decide di ritornare a casa, lasciando i suoi uomini nelle mani di Ilia.
Gli abitanti di Velia, guidati da Spurius, trovano nel bosco un incosciente Maccus e tutti gli altri che hanno preso parte ai Lupercalia, terrorizzati dagli uomini/spiriti del bosco. Inizia così una vera e propria guerra tra i discendenti degli Osci, guidati dalla Signora dei Lupi, e i popoli latini. Spurius, vedendo tornare solo un cavallo con il corpo senza vita di Lucius, decide allora di stanarli dando fuoco al bosco. Wiros riesce a salvare sé stesso e l'oracolo, mentre Yemos rimane bloccato nelle caverne.
- Altri interpreti: Demetra Avincola (Deftri), Pietro Micci (Attus), Pio Piscicelli (Aburius), Francesco Santagada (Maccus), Andrea Atzei (Lucius), Corrado Invernizzi (Eulinos), Brutius Selby (Lucebis), Piergiuseppe di Tanno (Herenneis), Giuseppe Schillaci (Plator), Anna Chiara Colombo (Tarinkri), Valerio Malorni (Adieis), Dacia D'Acunto (Futri), Fiammetta Lari (Kaila), Fulvio Pepe (Hirtius), Sergio Albelli (Rufus), Giuseppe Boy (Cordius), Federico Diust (Keselos), Simon Rizzoni (Quintos), Alessandro Cremona (Servios), Francesco Pacelli (Primo cavaliere Velia), Leda Kreider (Pola), Angelica Aureli (Oracolo), Martino Pierson (Manos), Matteo Morra (Stelios), Orlando Cinque (Cantovios), Francesco Marchioro (Luvkis).

## Parcere
- Diretto da: Enrico Maria Artale
- Scritto da: Filippo Gravino, Guido Iuculano, Matteo Rovere (soggetto); Filippo Gravino, Guido Iuculano (sceneggiatura)

### Trama
- Altri interpreti: Demetra Avincola (Deftri), Piergiuseppe di Tanno (Herenneis), Anna Chiara Colombo (Tarinkri), Valerio Malorni (Adieis), Dacia D'Acunto (Futri), Fiammetta Lari (Kaila), Sergio Albelli (Rufus), Giuseppe Boy (Cordius), Davide Enea Casarin (Sentinella di Alba), Angelica Aureli (Oracolo), Martino Pierson (Manos), Matteo Morra (Stelios), Orlando Cinque (Cantovios), Francesco Marchioro (Luvkis), Sara Celestini (Ancella), Federico Mariotti (Soldato di Velia), Gjergji Lala (Aruspice).

## Subiectis
- Diretto da: Michele Alhaique
- Scritto da: Filippo Gravino, Guido Iuculano, Matteo Rovere (soggetto); Filippo Gravino, Guido Iuculano (sceneggiatura)

### Trama
- Altri interpreti: Demetra Avincola (Deftri), Corrado Invernizzi (Eulinos), Piergiuseppe di Tanno (Herenneis), Anna Chiara Colombo (Tarinkri), Valerio Malorni (Adieis), Dacia D'Acunto (Futri), Fiammetta Lari (Kaila), Fulvio Pepe (Hirtius), Sergio Albelli (Rufus), Giuseppe Boy (Cordius), Leda Kreider (Pola), Orlando Cinque (Cantovios), Francesco Marchioro (Luvkis).

## Debellare
- Diretto da: Enrico Maria Artale
- Scritto da: Filippo Gravino, Guido Iuculano, Matteo Rovere (soggetto); Filippo Gravino, Guido Iuculano (sceneggiatura)

### Trama
- Altri interpreti: Demetra Avincola (Deftri), Piergiuseppe di Tanno (Herenneis), Anna Chiara Colombo (Tarinkri), Pietro Micci (Attus), Martinus Tocchi (Negromante), Domenico Bravo (Aruspice), Sara Celestini (Ancella), Davide Cincis (Capys).

## Superbos
- Diretto da: Michele Alhaique
- Scritto da: Filippo Gravino, Guido Iuculano, Matteo Rovere (soggetto); Filippo Gravino, Guido Iuculano (sceneggiatura)

### Trama
Davanti alle porte di Alba, Yemos, alla testa dei suoi uomini, intima alla città di aprire le sue porte entro l'alba, altrimenti sarà guerra. Nella notte, Ilia lascia di nascosto la città e sfida Yemos a duello per vendicare finalmente quello che crede essere l'assassino di Enitos. Dopo un breve scontro, in cui Yemos ha la meglio, il giovane le rivela la verità sulla morte del fratello. Sconvolta, Ilia torna in città, dove affronta il padre Amulius, il quale confessa di essere stato lui a uccidere Enitos. Il re, consapevole che il Fato è ormai contro di lui, implora la figlia di ucciderlo.
Il giorno seguente Ilia fa spalancare le porte di Alba e annuncia di aver ucciso Amulius, lasciando entrare Yemos e gli altri re. I ruminales, tuttavia, si rifiutano di entrare in città finché non avranno la garanzia che la loro dea e i loro costumi saranno accolti ad Alba. L'unico a entrare è Wiros. Yemos viene riconosciuto come legittimo re e ribadisce la volontà di consacrare Alba a Rumia, oltre che ai vecchi dei. Gli altri re tuttavia non accettano questa decisione e non gradiscono che Wiros, percepito come uno straniero, presieda alle riunioni. Quella notte Silvia parla con suo figlio e gli suggerisce di trovare un altro tipo di accordo con i ruminales, se vuole evitare un'altra guerra.
Wiros, dopo aver parlato anch'egli con Silvia, si sente tradito da Yemos e, riunitosi ai ruminales, li prepara ad affrontare uno scontro con gli uomini di Alba, con lo stesso Yemos se necessario. Al momento della verità, tuttavia, questi presta fede alla promessa fatta a Wiros: dichiara davanti ai Trenta Re di avere intenzione di lasciare Alba e di fondare una nuova città, che si chiamerà Roma. Lui e Wiros la governeranno insieme. I due lasciano dunque Alba con i ruminales e con alcuni fuoriusciti, tra cui Ilia, in cerca di un nuovo inizio.
Nell'ultima scena, un uomo incappucciato osserva Cures, la terra dei Sabini: è Amulius, risparmiato in segreto da Ilia.
- Altri interpreti: Demetra Avincola (Deftri), Davide Cincis (Capys), Vincenzo Del Prete (Mezentius), Ermanno De Biagi (Sicanus), Piergiuseppe di Tanno (Herenneis), Anna Chiara Colombo (Tarinkri), Valerio Malorni (Adieis), Domenico Bravo (Aruspice).